# Kuifcaracara

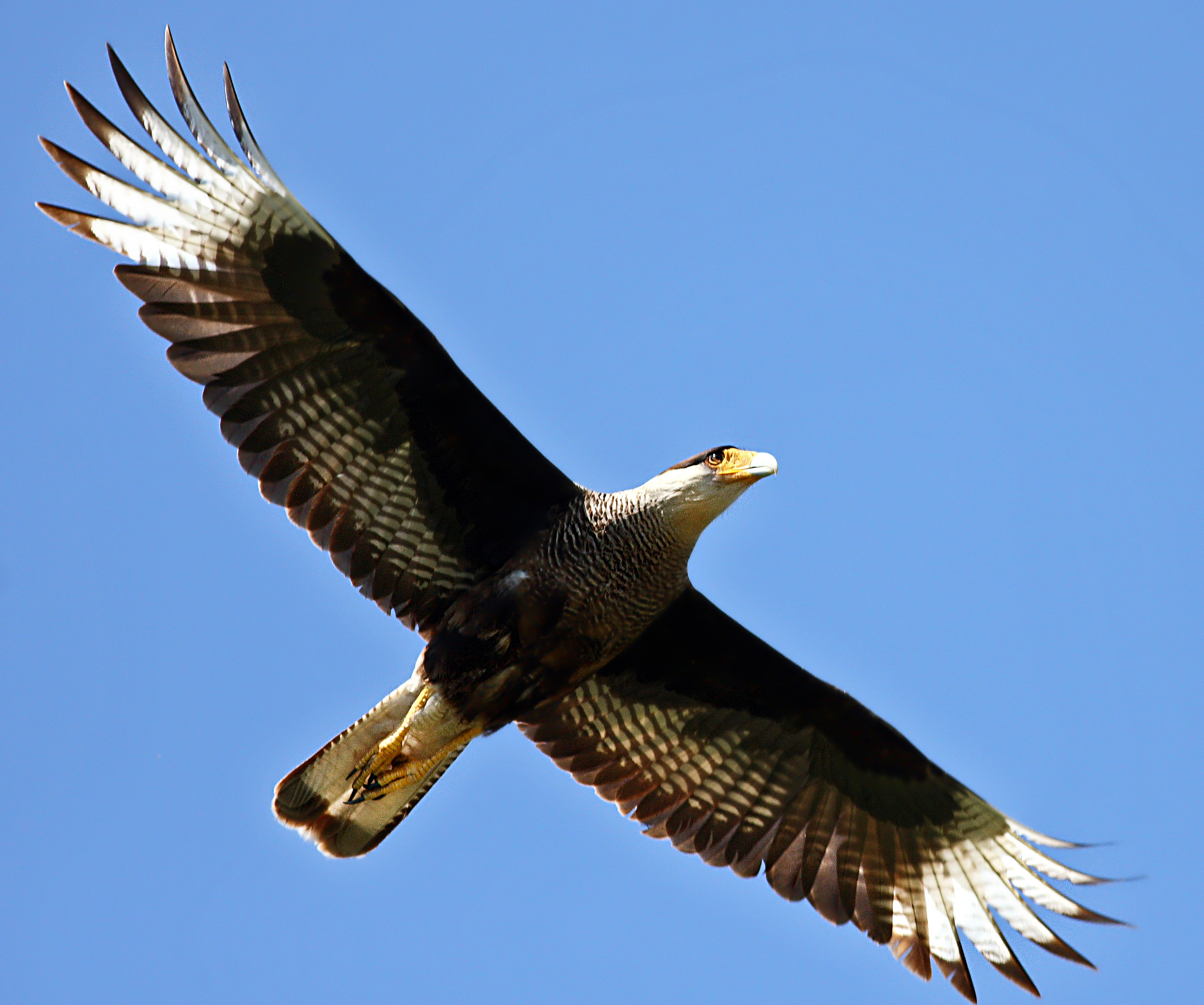
Zuidelijke kuifcaracara (C. p. plancus)

De kuifcaracara (Caracara plancus synoniem: Polyborus plancus) is een roofvogel die voorkomt in Zuid-Amerika. De vogel werd in 1777 door John Frederick Miller geldig beschreven en afgebeeld.

## Kenmerken
De kuifcaracara heeft een lengte van 49 tot 65 cm en een gewicht van 1050 tot 1600 gram. De vogel is donkergrijsbruin met een roomwitte kop en hals. De borst, de staart en de vleugeluiteinden zijn zwart-wit gebandeerd. Verder valt de forse oranje washuid aan de snavelbasis op en ook de zwarte kruin, de lange, gele poten en de zeer korte tenen. Er is geen verschil in uiterlijk tussen de beide geslachten.

## Verspreiding en leefgebied
Er zijn twee ondersoorten van de kuifcaracara, die ook wel als aparte soorten worden beschouwd. 
- Caracara plancus plancus (Miller, JF, 1777), de zuidelijke kuifcaracara. Deze ondersoort komt voor van noordelijk Bolivia tot oostelijk Brazilië tot Tierra del Fuego en de Falklandeilanden. De leefgebieden liggen in graslanden en landbouwgebieden. Het meest algemeen is de soort in laaglandgebieden, maar de caracara wordt ook wel in hoger gelegen gebieden gezien.
- Caracara plancus cheriway (Jacquin, 1784), de noordelijke kuifcaracara. Deze ondersoort komt voor van de zuidelijke Verenigde Staten tot in noordelijk Zuid-Amerika.

## Voedsel
De caracara is een opportunistisch dier. Hij voedt zich zowel met aas als met levende prooi. Knaagdieren, jonge vogels, kleine schildpadden en kleine hagedissen, alsook kikkers, eieren, wormen en insecten staan op zijn. Meerdere caracara's kunnen soms samenwerken om een grotere prooi te doden. Daarnaast doet de kuifcaracara zich tegoed aan aangespoelde vis en doodgereden wild. 

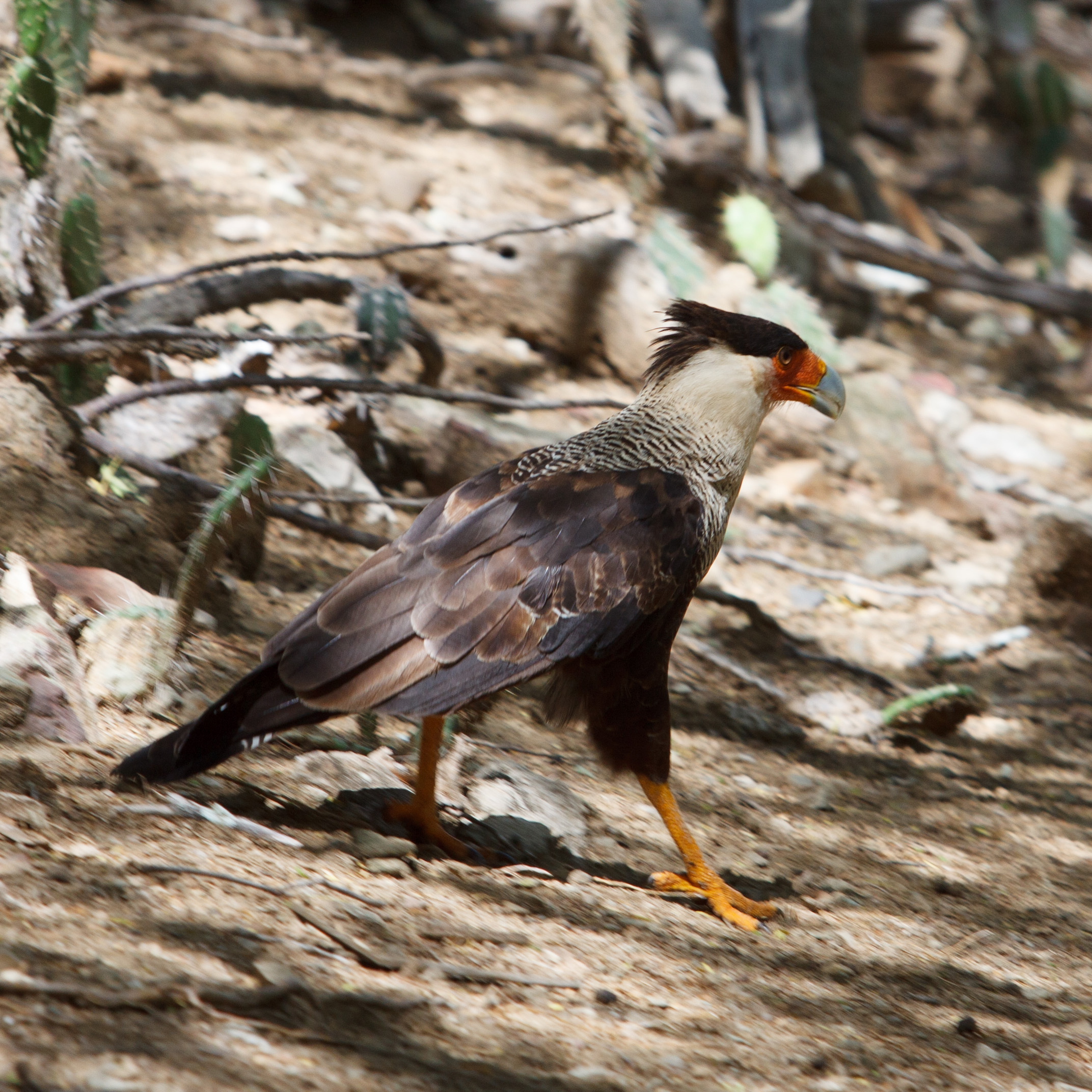
Noordelijke kuifcaravara (P. p. cheriway) op Bonaire

## Leefwijze
De kuifcaracara brengt een groot deel van de tijd door op de bodem van zijn leefgebied. De lange poten en platte klauwen maken het mogelijk dat hij goed kan lopen en rennen. In tegenstelling tot hun meeste soortgenoten uit de roofvogelfamilie,  jagen ze niet vanuit de lucht op hun prooi. Deze roofvogel scharrelt zelf naar voedsel of steelt het van andere vogels, bijvoorbeeld van gieren, pelikanen en buizerds. Ook zwakkere soortgenoten worden beroofd. Met zijn poten draait de caracara bladeren of gedroogde uitwerpselen van grote dieren om, op zoek naar kleine diertjes om op te eten. 's Nachts gaat deze roofvogel in ondiep water op zoek naar kikkers. In tegenstelling tot gieren, waar ze vaak mee optrekken, zweven kuifcaracara's niet, maar hebben ze een directe vleugelslag. Hierdoor vinden caracara's dode en aangereden dieren vaak eerder dan gieren, omdat gieren afhankelijk zijn van de thermiek. Dode dieren worden door de caracara met zijn bek in stukken gescheurd, terwijl hij ze tegenhoudt  met zijn poot. De kuifcaracara leeft vaak paarsgewijs en het tweetal heeft meestal een groot territorium.

## Voortplanting
In het broedseizoen vechten de mannelijke caracara's in de lucht om de vrouwtjes. Na de paring maakt de kuifcaracara een nest van dunne takken, veren en gedroogde uitwerpselen van andere dierenen, meestal boven in een palmboom. Meestal worden er twee of drie eieren gelegd, die na ongeveer 30 dagen uitkomen. Pas na acht weken zullen de jongen het nest voor het eerst verlaten.

## Status
BirdLife International beschouwt de beide ondersoorten als aparte soorten. Zij hebben beide de status niet bedreigd op de Rode Lijst van de IUCN.